# شهرستان جانسون (نبراسکا)
شهرستان جانسون، نبراسکا (به انگلیسی: Johnson County, Nebraska) یک سکونتگاه مسکونی در ایالات متحده آمریکا است که در نبراسکا واقع شده‌است.

## خصوصیات
شهرستان جانسون ۹۷۶٫۴۳ کیلومترمربع مساحت دارد.